# Estació de La Marina del TRAM d'Alacant
La Marina és una estació del TRAM Metropolità d'Alacant on presta servei la línia 5. Es troba al barri de Sangueta, enfront del Golf d'Alacant.

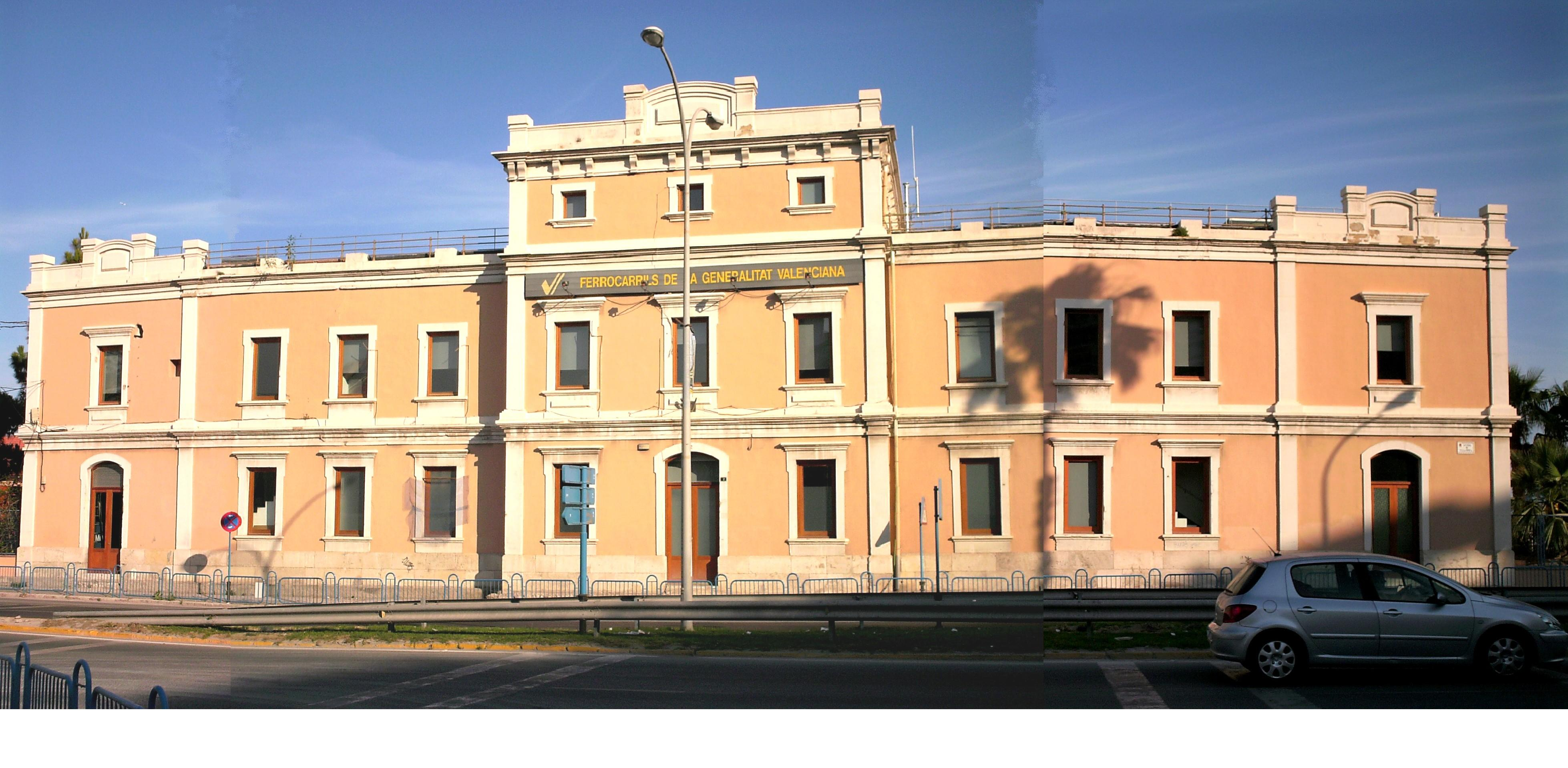
Estació de la Marina, abans de la seua reforma i restauració per formar part del projecte TRAM.

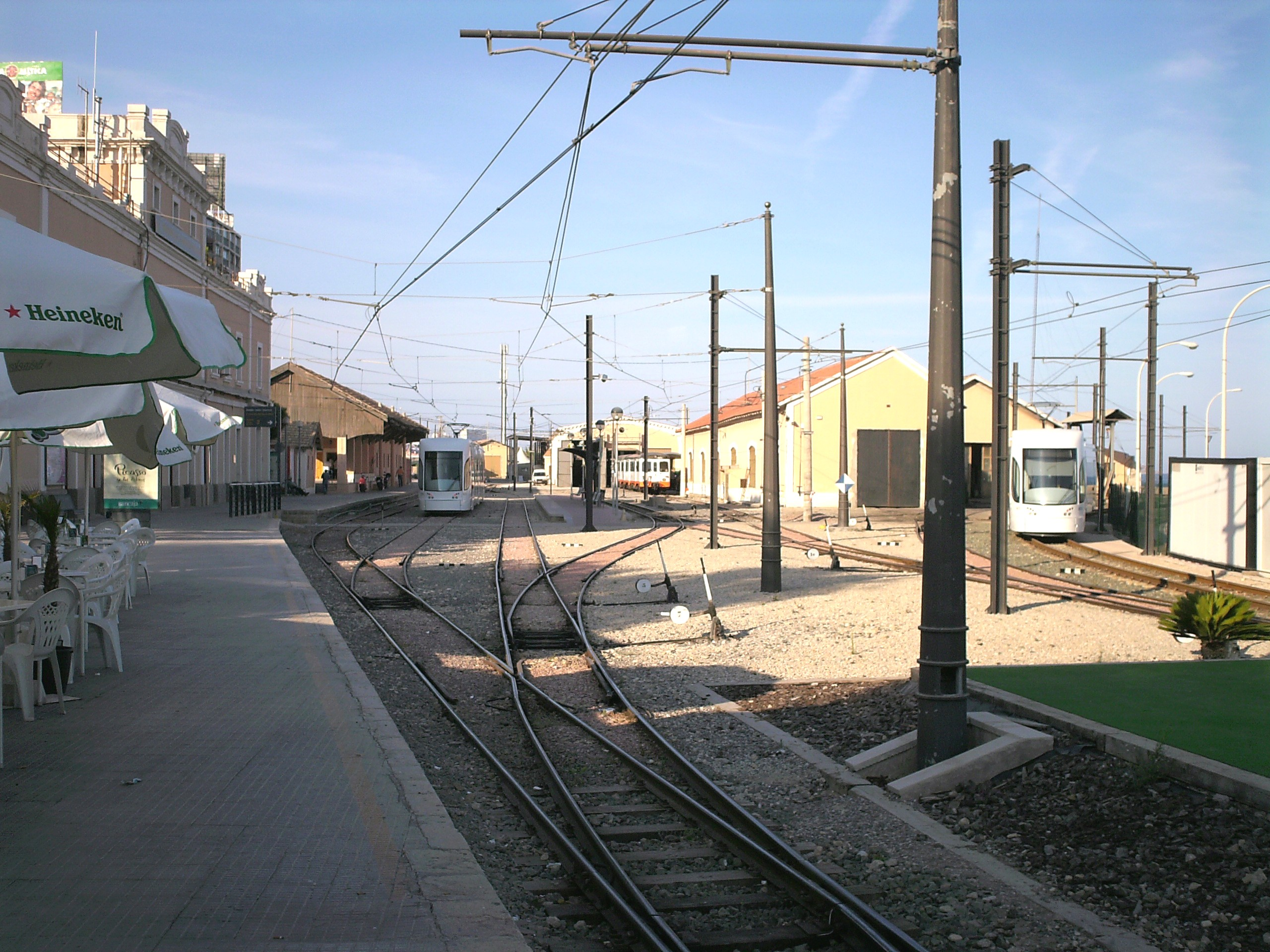
Complex ferroviari de La Marina, amb tramvies encara sense el disseny del TRAM.

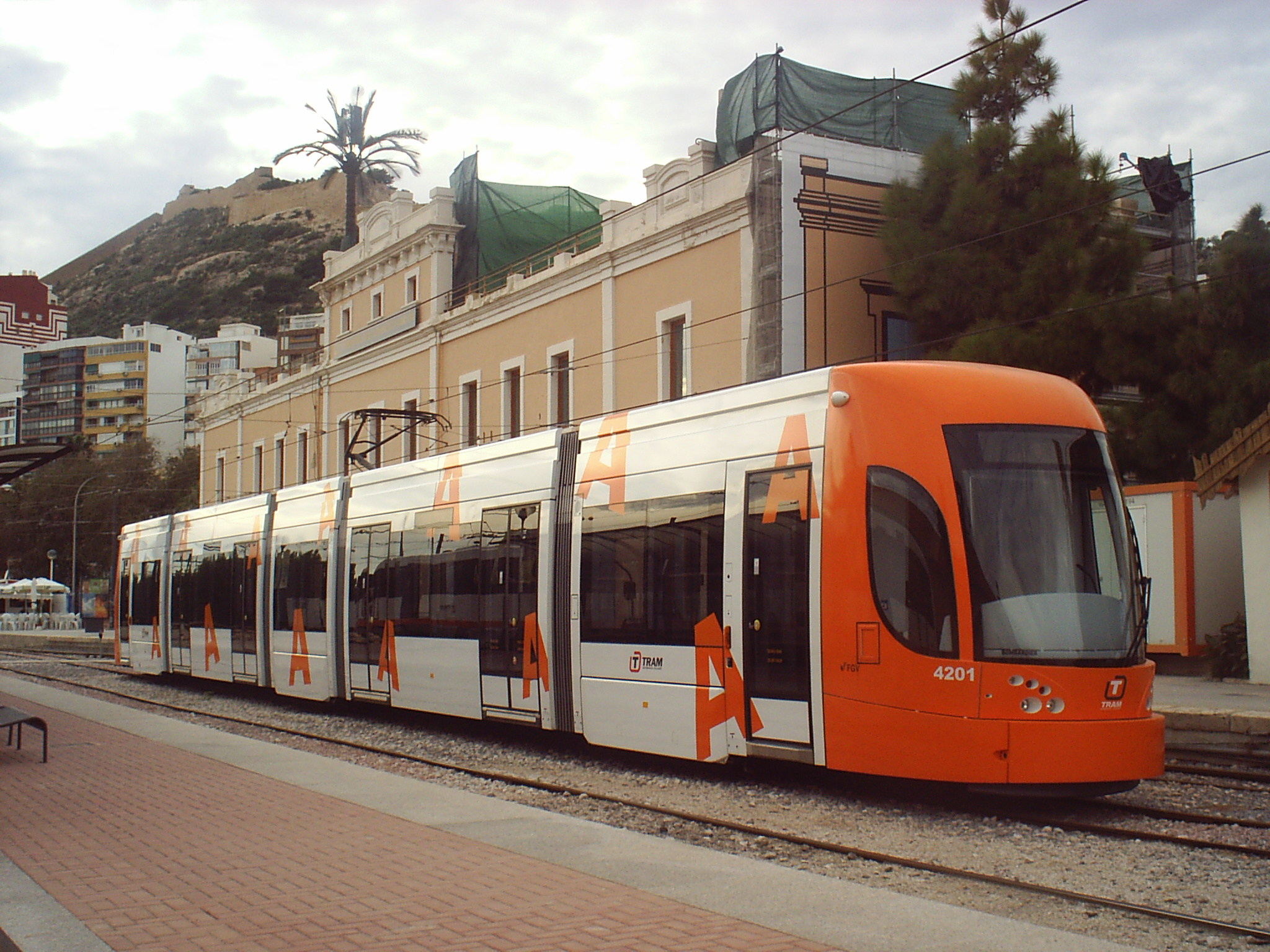
Estació de La Marina durant la seua reforma i restauració, amb un tramvia a les seues vies.

## Característiques
En aquesta estació presta servei la línia L5 del Tram d'Alacant. Disposa de dues andanes, quatre vies, l'edifici de l'estació i tot el seu complex ferroviari.
Aquesta estació es troba en la intersecció de les avingudes de Dénia, la Vila Joiosa i Juan Bautista Lafora, enfront del mar Mediterrani amb unes vistes execpcionales del Golf d'Alacant. Davant té les platges del Postiguet i del Cocó. També es troba entre les grans muntanyes de la ciutat d'Alacant, el Benacantil i la Serra Grossa.
En aquesta estació paraven els tramvies de la línia 4L. Aquesta línia comptava amb una freqüència de 30 minuts, però l'1 de juliol de 2013 es va tancar per part d'FGV a causa d'insuficient demanda.

## Accessos
A aquesta parada s'accedeix des de l'avinguda de la Vila Joiosa, a Alacant:
- Des d'avinguda de la Vila Joiosa, 2

## Línies i connexions
| << Capçalera  | < Estació     | Línia | Estació > | Capçalera >>        |
| ------------- | ------------- | ----- | --------- | ------------------- |
| Porta del Mar | Porta del Mar |       | Sangueta  | Plaça de La Corunya |

Enllaç amb les línies de bus urbà i Interurbà TAM (Masatusa) i TAM (Alcoiana):
- 21 Alacant-Platja Sant Joan-el Campello.[5]
- 22 Alacant-Cap de l'Horta-Platja Sant Joan.[6]